# Marathon Oil
Marathon Petroleum Company LLC was een Amerikaanse oliemaatschappij. In november 2024 werd het bedrijf overgenomen door ConocoPhillips. Het hoofdkantoor stond in Houston. 

## Activiteiten
Marathon Oil was een kleine oliemaatschappij gericht op de winning van olie en gas. In 2023 was de gemiddelde productie 400.000 vaten olie-equivalent per dag. Hiervan was iets meer dan een tiende afkomstig uit velden buiten de Verenigde Staten. In het binnenland waren vooral Texas, Eagle Ford, en Noord-Dakota, Bakken, van belang. Marathon Petroleum was een belangrijke klant en neemt ongeveer een vijfde van de productie af. Er werkten iets minder dan 1700 mensen bij het bedrijf.

## Geschiedenis
In 1887 werd in Ohio een oliemaatschappij opgericht onder de naam The Ohio Oil Company door Henry M. Ernst. Dit bedrijf werd twee jaar later overgenomen door John D. Rockefellers Standard Oil. Het bleef deel uitmaken van Standard Oil totdat de trust werd open gebroken in 1911.
In 1930 kocht Ohio Oil de Transcontinental Oil Company dat de merknaam Marathon kreeg. In 1962, bij het 75ste jubileum van de oliemaatschappij, werd de naam veranderd in Marathon Oil Company naar zijn belangrijkste merknaam.
In 1982 werd het bedrijf overgenomen door staalproducent U.S. Steel nadat Mobil een vijandig overnamebod had gedaan. In 1984 werd de Amerikaanse tak van het Canadese bedrijf Husky Oil overgenomen voor US$ 505 miljoen. In 1990 werd het hoofdkantoor gevestigd in Houston, de stad met de meeste kantoren van oliemaatschappijen ter wereld. USX, de holding die boven die bedrijven gevormd werd, splitste de staalactiviteiten in 2001 af en veranderde in 2002 terug van naam in Marathon Oil Corporation.
In 2007 kocht Marathon belangen in de Athabasca-teerzanden in Canada. Het was een grote investering van US$ 6,6 miljard.
Vier jaar later besloot het bedrijf de raffinage activiteiten af te stoten. Dit onderdeel met 1600 werknemers ging verder onder de naam Marathon Petroleum. De aandeelhouders van Marathon kregen naar rato van hun aandelenbezit een belang in Marathon Petroleum.
Medio 2014 verkocht het belangen in diverse velden in de Noordzee bij Noorwegen. Det Norske Oljeselskap was de koper en betaalde US$ 2,7 miljard. Het productie-aandeel van Marathon Oil was zo'n 80.000 vaten per dag. Marathon Oil deed de verkoop om zich te concentreren op de Amerikaanse activiteiten.
In mei 2024 bood ConocoPhillips US$ 22,5 miljard om Marathon Oil over te nemen, dit is inclusief US$ 5,4 miljard aan schulden. Voor één aandeel Marathon Oil kregen de aandeelhouders 0,255 aandeel ConocoPhillips. In november 2024 werd de koop afgerond en werd de beursnotering van de aandelen gestaakt.

## Naslagwerk
- (en)  Spence, Hartzell Portrait in Oil: How the Ohio Oil Company Grew to Become Marathon. New York: McGraw-Hill, 1962.